# Death metal melòdic
El death metal melòdic (de l'anglès "melodic death metal", en català "metall melòdic de la mort", a voltes també referit com "melodeath" o "Gothenburg metal") és un subgènere del death metal caracteritzat per la riquesa melòdica dels riffs de guitarra, molt més centrats en la melodia i l'harmonia que al death metal convencional.

## Orígens musicals i història

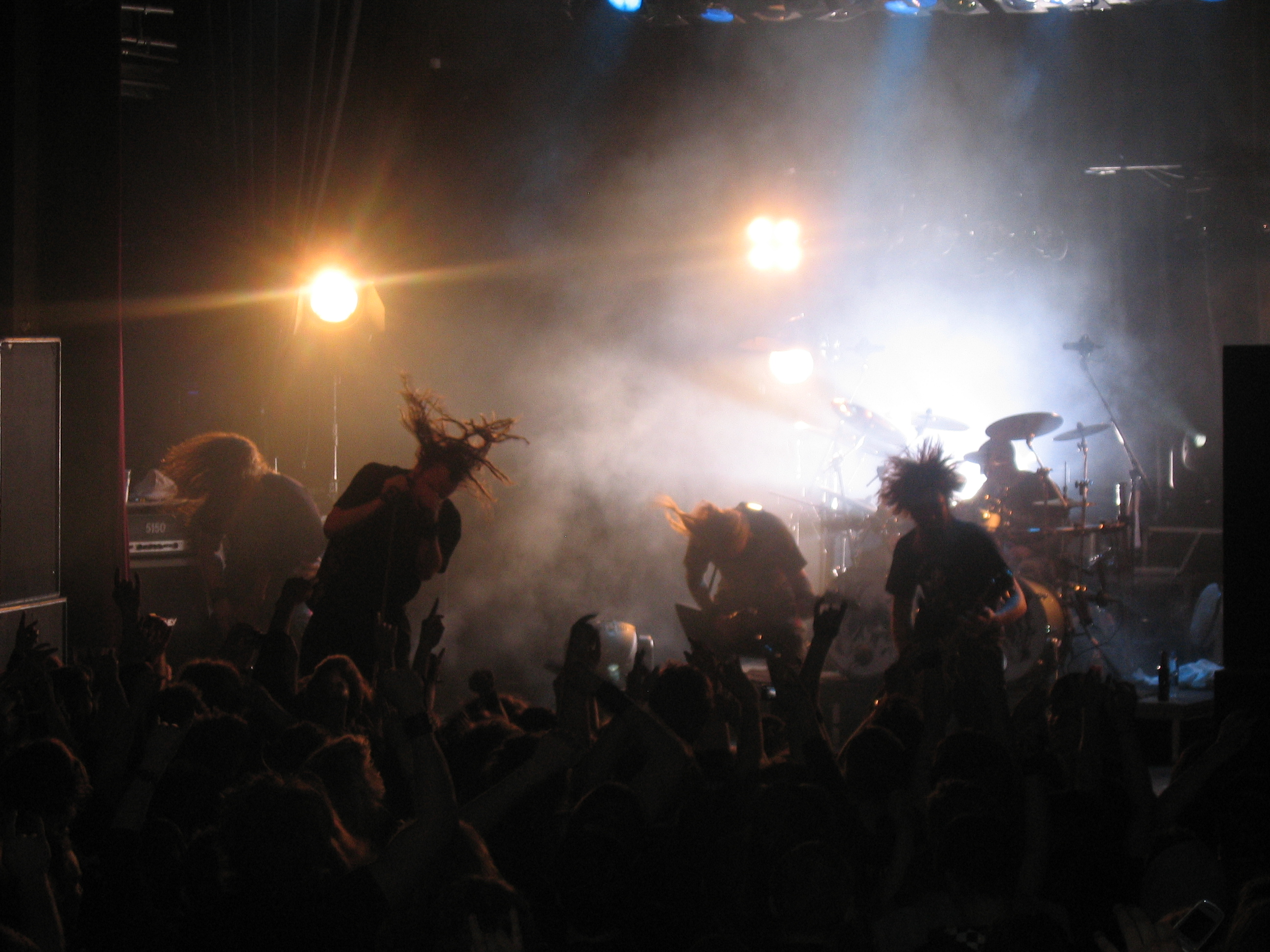
In Flames en concert.

Cal cercar els orígens musicals del death metal melòdic als grups de death metal de la ciutat de Göteborg, a Suècia, d'on rep el seu sobrenom "Gothenburg metal". Aquests grups, entre els que podem citar, entre d'altres, In Flames, Children of Bodom, At the Gates, o Dark Tranquillity; van començar a experimentar amb un so més melòdic que el d'altres bandes del gènere, i hi van introduir nous instruments que li van donar al so del death metal una major musicalitat i melodia, com el teclat musical. Així, va sorgir una nova tendència dins de l'abans cru death metal, ara renovat i amb una major tendència cap a la melodia que cap a la duresa, tot sense perdre l'esperit metaler que el caracteritza.
El fet que el death metal melòdic s'hagi originat a Suècia ha sigut la causa que aquest país sigui ara el major exponent del gènere, amb grups tan coneguts com tots els abans esmentats. Això no obstant, tot i que Escandinàvia és la regió més prolífica per al death metal melòdic, podem trobar grups a la resta del món. Així, podem citar els canadencs Into Eternity o els polonesos Archeon com alguns dels principals exponents del gènere a nivell internacional.
Eventualment han anat sorgint diversos grups que fusionen el death metal melòdic amb altres subgèneres del metal que posen més èmfasi en la melodia que en la duresa, com el metal progressiu, el power metal o el metal simfònic. Bons exemples d'açò són Scar Symmetry o Therion.
El death metal melòdic ha tingut una gran influència en la creació d'altres estils, com el metalcore (grups com Soilwork o Sonic Syndicate tenen clares influències del gènere) o el black metal simfònic. També ha ajudat a l'aparició del celtic pagan metal (grups com Eluveitie utilitzen una base de death melòdic sobre la qual hi toquen els instruments característics del celtic metal i el folk metal) o el metal gòtic.

## Estil
El gènere comparteix nombroses característiques amb el death metal convencional, com poden ser l'ús de veus guturals o la duresa característica del metal, però es diferencia d'altres subgèneres d'aquest, com podria ser el brutal death metal, per la seua riquesa harmònica, aconseguida posant un especial èmfasi en la melodia dels riffs de guitarra, i suplint-la quan hi és absent mitjançant altres instruments que li donen harmonia i melodiositat al so, com el teclat musical, per sobre dels durs riffs de guitarra del death metal.
Les veus guturals són alternades de manera sovint amb les netes, com són bons exemples In Flames o Scar Symmetry, i a voltes s'utilitzen àdhuc veus femenines, una clara influència del metal gòtic. Hi ha àdhuc alguns grups que combinen tot açò amb instruments que no són propis de la música metal (llevant d'alguns subgèneres), com flautes (característiques del folk metal, tal com fa Eluveitie) o sintetitzadors (propis del metal industrial, tal com fa In Flames). També és freqüent trobar a les composicions dels grups de death metal melòdic un toc èpic propi del power metal, un dels gèneres dels que més influència ha rebut, com bé ho mostren Children of Bodom.
Pel que fa a les lletres, els músics del gènere solen posar un gran èmfasi en el caràcter poètic d'aquestes, deixant de banda l'estètica de prototips metal·lers. Aquesta és una de les majors diferències amb altres subgèneres del death metal, com el brutal death, tot i que molts grups de death metal convencional ja ho feien. Per acabar, cal ressaltar que podem trobar temes èpics a les lletres d'aquests grups, fet que fa notar la influència del power metal abans esmentada.

## Grups de death metal melòdic
- Amon Amarth
- At the Gates
- Children of Bodom
- Dark Tranquillity
- Eluveitie
- Ghost Brigade
- In Flames
- Sonic Syndicate
- Mors Principium Est
- Heaven shall burn
- The Agonist
- The Haunted
- Soilwork
- Devildriver
- Arch Enemy
- Light this city
- Threat signal
- Divine Heresy